# Павле Грегорић
Павле Грегорић (Златар, 18. октобар 1892 — Загреб, 23. март 1989) био је лекар, учесник Октобарске револуције и Народноослободилачке борбе, друштвено-политички радник СФР Југославије, јунак социјалистичког рада и народни херој Југославије.

## Биографија
Рођен је 18. октобра 1892. године у Златару, у Хрватском загорју. Средњу школу је завршио у Загребу, а студије медицине је почео у Грацу 1911, али их је 1914. морао прекинути због почетка Првог светског рата.
Био је мобилисан, као санитетски официр, у аустроугарску војску и послат на руски фронт, где је, код Пшемисла, убрзо заробљен. Као ратни заробљеник, 1916. године, пријавио се за добровољца у Српски добровољачки корпус, с који је учествовао у борбама на Добруџи. После фебруарске револуције у Русији, 1917. године, напустио је корпус и ступио у руску армију, коју је убрзо напустио и постао војник југословенског батаљона у Кијеву. Овај батаљон је, касније, пребачен у Сибир, у Томск, и преформисан у пук који је носио име „Матија Губец“.
Павле се у Томску, 1919. повезао с организацијом Бољшевичке партије. После агитације, коју је спровео у пуку, успео је да комплетан пук пребаци на страну Црвене амрије. У току лета 1920. постао је члан Руске комунистичке партије (бољшевика), а исте године, у зиму, упућен је у Москву, где је помогао формирању школе „црвених командира“ за Југословене учеснике грађанског рата. У тој школи је држао политичку наставу, и био секретар партијске ћелије.
Августа 1921. вратио се у Краљевину Срба, Хрвата и Словенаца и одмах се укључио у рад, тада већ илегалне, Комунистичке партије Југославије. Наставио је студије медицине, које је завршио 1924. у Загребу. После завршетка студија, радио је као лекар, у разним крајевима земље, учествујући истовремено у акцијама КПЈ. Радио је у Краљевици, Трогиру, Госпићу, Загребу и другим местима. У Краљевици се први пут упознао с металским радником Јосипом Брозом. Други пут се срео с Брозом када га је, по задатку партијске организације Загреба, посетио у затвору у Лепоглави.
Грегорићева активност није измакла полицији. Више пута је хапшен и прогањан, а Државни суд за заштиту државе осудио га је, 1923. на двогодишњу робију. Због учешћа у једном штрајку политичких осуђеника, казна му је повећана за још две године робије.
После изласка с робије, Павле је преузео најодговорније задатке у Партији. Извесно време је радио на организовању илегалних пунктова за слање добровољаца у Шпанију. Радио је и у партијској техници и у уређивању илегалног партијског листа „Вјесника“. На Оснивачком конгресу Комунистичке партије Хрватске, августа 1937. године, изабран је за члана Централног комитета. Поново је ухапшен децембра 1939, када је до маја 1940, с другим комунистима, био заточен у концентрационом логору у Билећи.
Марта 1941. поново је ухапшен заједно с Отокаром Кершованијем и Огњеном Прицом; али је, непосредно пред напад Трећег рајха на Краљевину Југославију, успео да се избави из затвора. По задатку Централног комитета КПЈ, првих дана Априлског рата ишао је код команданта града Загреба, да тражи оружје за раднике да се одупру фашистичким агресорима и бране земљу, али је био одбијен. После капитулације Краљевине Југославије, учествовао је на Мајском савјетовању ЦК КПЈ у Загребу, на коме су донете значајне одлуке о припреми оружане борбе.
Убрзо потом, био је послат у Мославину и Словенију, да организује устанак. У јесен 1942. године прешао је на ослобођену територију Лике и Кордуна, где се налазио Главни штаб НОВ и ПО Хрватске и ЦК КП Хрватске. Од првих устаничких дана дао је значајан допринос организовању народне власти на ослободеној територији. Вршио је одговорне функције у највишим органима револуционарне власти - био је један је од оснивача и секретар ЗАВНОХ-а (1943—1945), већник Првог и Другог заседања АВНОЈ-а, као и члан Председништва АВНОЈ-а.
После ослобођења Југославије, Павле Грегорић је вршио најодговорније функције у друштвеном и политичком животу Хрватске и Југославије. Био је члан Савезне владе (1945), председник Контролне комисије НР Хрватске (1946—1948), председник Савета за народно здравље и социјалну политику ФНРЈ (1948—1953), амбасадор у Италији (1954—1955), члан Савезног извршног већа (1955—1958) и потпредседник Савезне скупштине (1958—1963). Биран је за посланика Сабора НР Хрватске и Савезне скупштине у више сазива.
Биран је за члана Централног комитета СК Хрватске и члана Централног комитета СК Југославије (на Петом, Шестом и Седмом конгресу). Био је члан Савезног одбора ССРН Југославије и дугогодишњи председник, а касније доживотни почасни председник Југословенског црвеног крста. Био је и члан Савета федерације. Пензионисан је 1970. године.
Умро је 23. мартa 1989. у Загребу од последица саобраћајне несреће. Сахрањен је на гробљу Мирогој.
Носилац је Партизанске споменице 1941 и других југословенских одликовања, међу којима су — Орден јунака социјалистичког рада, Орден народног ослобођења и др. Орденом народног хероја одликован је 27. новембра 1953. године.

## Дела
- Моја сјећања на Оснивачки конгрес Комунистичке партије Хрватске. Загреб, 1958.
- Народноослободилачки покрет у западној Славонији, Мославини и бјеловарском округу 1941. године. Сјећања. Славонски Брод, 1969.
- НОБ у сјеверостичној Хрватској 1942. године. Загреб, 1978.[1]